# Elisabeth Richza von Polen

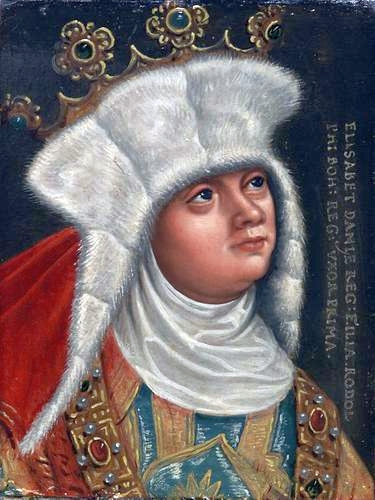
Elisabeth Richza von Polen abgebildet im Chronicon aulae regiae mit polnischer und böhmischer Königskrone (entstanden 1305–1339 im Zisterzienserkloster in Zbraslav).

Elisabeth Richza von Polen (polnisch Ryksa Elżbieta, tschechisch Eliška Alžběta Rejčka; * 1. September 1286 oder 1288 in Posen, Großpolen; † 19. Oktober 1335 in Brünn, Markgrafschaft Mähren) war eine Königin von Böhmen und Polen. Sie war die erste Königin von Böhmen, die Ehefrau zweier Herrscher wurde.

## Leben
Die Tochter des Herzogs von Großpolen und ab 1295 polnischen Königs Przemysł II. und Richeza, Tochter des Königs Waldemar von Schweden, verlor noch jung beide Eltern. Die Mutter starb, als sie sechs Jahre alt war, der Vater wurde von polnischen Adeligen 1296 ermordet. Ursprünglich war Richza mit Otto, Sohn des Markgrafen Albrecht III. von Brandenburg, verlobt, an dessen Hof sie ihre Ausbildung erhielt. Nach dem frühen Tod des Verlobten wurde sie als Erbin von Polen eine willkommene Partie für den verwitweten böhmischen Königs Wenzel II.
1300 wurde die Prinzessin nach Böhmen gebracht, wo sie von Wenzels Tante erzogen wurde, und 1303 mit dem 32-jährigen böhmischen und nun auch polnischen König vermählt und durch den Breslauer Bischof Heinrich von Würben zur Königin gekrönt wurde. Nach der Hochzeit nahm sie den Namen Elisabeth an.
1305 gebar sie die Tochter Agnes. Nur eine Woche nach der Geburt starb Wenzel II. am 21. Juni 1305. Nach der Ermordung ihres Stiefsohns, des letzten Přemysliden Wenzel III. (4. August 1306), kam es im Land zu chaotischen Zuständen und Machtkämpfen. Der deutsche König Albrecht I. aus dem Hause Habsburg ließ Böhmen besetzen und übergab es als Lehen an seinen Sohn Rudolf. Damit dieser von dem böhmischen Adel akzeptiert wurde, hielt er um die Hand der Königswitwe Elisabeth Richza an, die er am 16. Oktober 1306 heiratete. Der etwa 25-jährige verwitwete Herzog wurde somit nicht nur König von Böhmen, sondern auch von Polen. Bei den Machtkämpfen gegen Bavor von Strakonitz erkrankte er an Ruhr und starb am 4. Juli 1307, ohne Nachkommen zu hinterlassen. Er ließ seine junge Frau als Witwe zurück. Kurz vor dem Tod ließ er jedoch ihre Einnahmen verdoppeln, wodurch sie zu einer der reichsten Frauen Böhmens wurde. Diesen Reichtum konnte sie anfangs jedoch nicht genießen. Sie wurde bei weiteren Machtkämpfen auf dem Hof teilweise gefangengehalten. Es gelang ihr jedoch mit ihrer Tochter die Flucht nach Wien. Hier verbrachte sie einige Zeit im Kloster.
1307 wählten die böhmischen Stände Heinrich von Kärnten zum König, der durch seine Ehe mit Anna Přemyslovna, einer Tochter Wenzels II. aus dessen ersten Ehe, legitimiert war. Nachdem sich die Lage in Böhmen beruhigte, erlaubte dieser Elisabeth Richza die Rückkehr nach Böhmen, wo sie sich in Königgrätz niederließ. Nach dem neuerlichen Umsturz 1310 kamen mit Johann von Luxemburg, der Elisabeth von Böhmen, die jüngste Tochter Wenzels II. aus dessen ersten Ehe und damit ebenfalls Elisabeth Richzas Stieftochter, heiratete, die Luxemburger an die Macht in Böhmen. Noch aus früheren Zeiten bestand eine offene Feindschaft zwischen den Frauen.
Elisabeth Richza unterhielt inzwischen eine enge Beziehung mit dem Führer des böhmischen Adels, Heinrich von Leipa. Dieses Verhältnis war ein Dorn im Auge der neuen Königin. 1315 wurde Heinrich inhaftiert, und das Land geriet wieder in Aufruhr. Nach drei Jahren wurde Heinrich auf Drängen des böhmischen Adels freigelassen, und er übernahm die Verwaltung der Markgrafschaft Mähren in deren Hauptstadt Brünn. Hier errichtete Elisabeth Richza für sich einen Hof ähnlich dem königlichen. Mit Unterstützung des Olmützer Bischofs Konrad gründeten Elisabeth Richza und Heinrich von Leipa 1323 bei der Altbrünner Marienkirche gemeinsam das Zisterzienserinnenkloster Marien Saal (Aula Sanctae Mariae), in dem Heinrich von Leipas Tochter Katharina Äbtissin wurde und wo Heinrich nach seinem Tod im Jahr 1329 bestattet wurde. Auch Elisabeth Richza lebte in dem Kloster.
Die letzten Jahre ihres Lebens verbrachte Elisabeth Richza mit der Verwaltung ihres Vermögens, übergab vielen Städten in Südböhmen Privilegien und sammelte Schriften und Ausstattung für ihr Kloster. Den größten Teil ihres Vermögens erhielt nach ihrem Tod das Brünner Kloster. Sie berücksichtigte auch weitere Klöster und ihre Tochter Agnes (1305–1337), die seit 1316 mit dem piastischen Herzog Heinrich I. von Jauer vermählt war.
Elisabeth Richza von Polen starb am 19. Oktober 1335 und wurde neben Heinrich von Leipa begraben.